# Desmodue
Desmodue is een wegraceklasse bij Ducati Clubraces voor motorfietsen met twee kleppen per cilinder. De naam is afgeleid van Desmodromie en het Italiaanse woord voor het getal 2, due.